# Republiek Gilead
Gilead is een fictief land waarin de romans The Handmaid's Tale en The Testaments van de Canadese schrijfster Margaret Atwood zich afspelen. De romans spelen zich af in een nabije toekomst, waarin de republiek Gilead ontstaan is na een staatsgreep door fundamentalistische christenen in de Verenigde Staten.